# Menace au Nord
 (mai 2022).
Si vous disposez d'ouvrages ou d'articles de référence ou si vous connaissez des sites web de qualité traitant du thème abordé ici, merci de compléter l'article en donnant les références utiles à sa vérifiabilité et en les liant à la section « Notes et références ».
Menace au Nord est la seizième histoire de la série Les Aventures de Buck Danny de Jean-Michel Charlier et Victor Hubinon. Elle est publiée pour la première fois dans le journal Spirou du no 909 au no 929. Puis est publiée sous forme d'album en 1957.

## Résumé
Dans l'extrême-nord, très loin de tout endroit habité, Buck et sa patrouille de Panther du porte-avions USS Valley Forge naviguent au large de l'île Saint-Laurent. Sonny repère un pneumatique de sauvetage abandonné et déclenche une mission de secours. Buck y découvre une carte de l'Alaska avec une croix au sud des monts Long (en) en amont du fleuve Noatak.
De retour au Valley Forge, le commandant dévoile que cette croix correspond à une base américaine secrète "Target Zero" qui travaille jour et nuit à la mise au point des plus récents modèles de fusées ionosphériques téléguidées et armées de bombes atomiques. Lady X menace cette base secrète, cette femme mystérieuse, qui dirige une puissante organisation internationale d'espionnage -et vend ses renseignements au plus offrant- s'intéresse fortement aux activités de "Target Zero" dont elle cherche à connaître l'emplacement exact.
Buck est mis à la tête d'une escadre de 20 avions détachés sur la base secrète pour la protéger. La courte piste de la base provoque la mort d'un pilote dès leur arrivée. Les patrouilles s'enchainent mais pas de trace d'avions ennemis. Un jour, un chasseur Saab J 29 Tunnan sans marques distinctives est repéré et pris en chasse mais la mauvaise météo provoque le givrage des avions. Buck, Sonny et Tumbler sont obligés de s'éjecter dans le cyclone de neige.
Ils construisent un igloo et passent deux jours sous la tempête. Après dissipation, ils se rendent compte qu'ils sont près d'un campement mais celui-ci est en fait un village postiche destiné à un test de bombe atomique. Celui-ci est alors déclenché et les héros n'ont qu'un temps limité pour revêtir des tenue anti-radiation et partir avec une chenillette. La bombe H détruit le village et le souffle balaie leur véhicule. Ils sont retrouvés par une équipe de techniciens et ramenés à la base sains et saufs.
Le combat contre la mystérieuse Lady X continue dans l’épisode suivant : Buck Danny contre Lady X.

## Contexte historique
Eisenhower succède à Truman en janvier 1953 à la présidence des États-Unis. La mort de Staline en mars 1953 provoque un espoir de changement que la lutte pour le pouvoir et l'absence d'initiative extérieure majeure par des Soviétiques préoccupés par leurs problèmes intérieurs entretient pendant plus de deux ans. Nikita Khrouchtchev prend peu à peu l'ascendant sur la direction collégiale en place depuis la mort de Staline pour devenir le nouveau numéro un soviétique. Dans le même temps, l'URSS commence à disposer tout à la fin des années 1950 d'armes nucléaires qui représentent une réelle menace pour les États-Unis, dont la possession encourage Khrouchtchev à mener une politique extérieure offensive en Europe et à Cuba notamment et à adopter une posture stratégique militaire basée sur la guerre nucléaire.
Les sommets entre les dirigeants américains et soviétiques reprennent après dix ans d'interruption. Khrouchtchev rencontre Eisenhower en 1955 à Genève, en 1959 aux États-Unis et en 1960 en France. Ce dernier sommet tourne court à la suite de l'incident de l'avion espion U-2 américain abattu au-dessus du sol soviétique.

## Personnages
C'est la première apparition du nom de Lady X qui devient l’ennemie attitrée de Buck Danny. Elle est ancienne pilote de chasse, détentrice de plusieurs records du monde, et reconvertie dans le crime organisé.

## Avions
- Grumman F9F-5 Panther. C'est à partir de cet album (à partir de la planche MEN-17 D1) que les auteurs semblent découvrir la numérotation des avions dans l'US Navy. Cette numérotation à trois chiffres, dénommée "Modex (en)"[1], figure sur le nez des avions en désignant son appartenance (chasse, attaque, , etc.) et le rang du pilote au sein de l'escadrille. Au début, les auteurs n'ayant pas, ou mal, compris le principe du modex, les avions de Buck Danny et de ses équipiers se retrouvent ainsi affublés de numérotations fantaisistes. Dans cet album, en tant que commandant d'escadron, l'avion de Buck porte d'abord le numéro 121 puis 117 alors qu'il devrait porter le 101.
- Sikorsky HO3S Dragonfly (Version marine du S-51 civil ou du H-5 de l'USAF) (planches MEN-4 à MEN-8).
- Piasecki H-21 Work-horse (Shawnee) (planches MEN-32 à MEN-35)
- Saab J 29 Tunnan (planches MEN-37 case 4, 8 et 9 et MEN-38 case 2)

## Historique
Le personnage de Lady X est inspiré par l'aviatrice nazie Hanna Reitsch, pilote d'essai et colonel de la Lutfwaffe durant la Seconde Guerre mondiale.